# کردهای قزاقستان

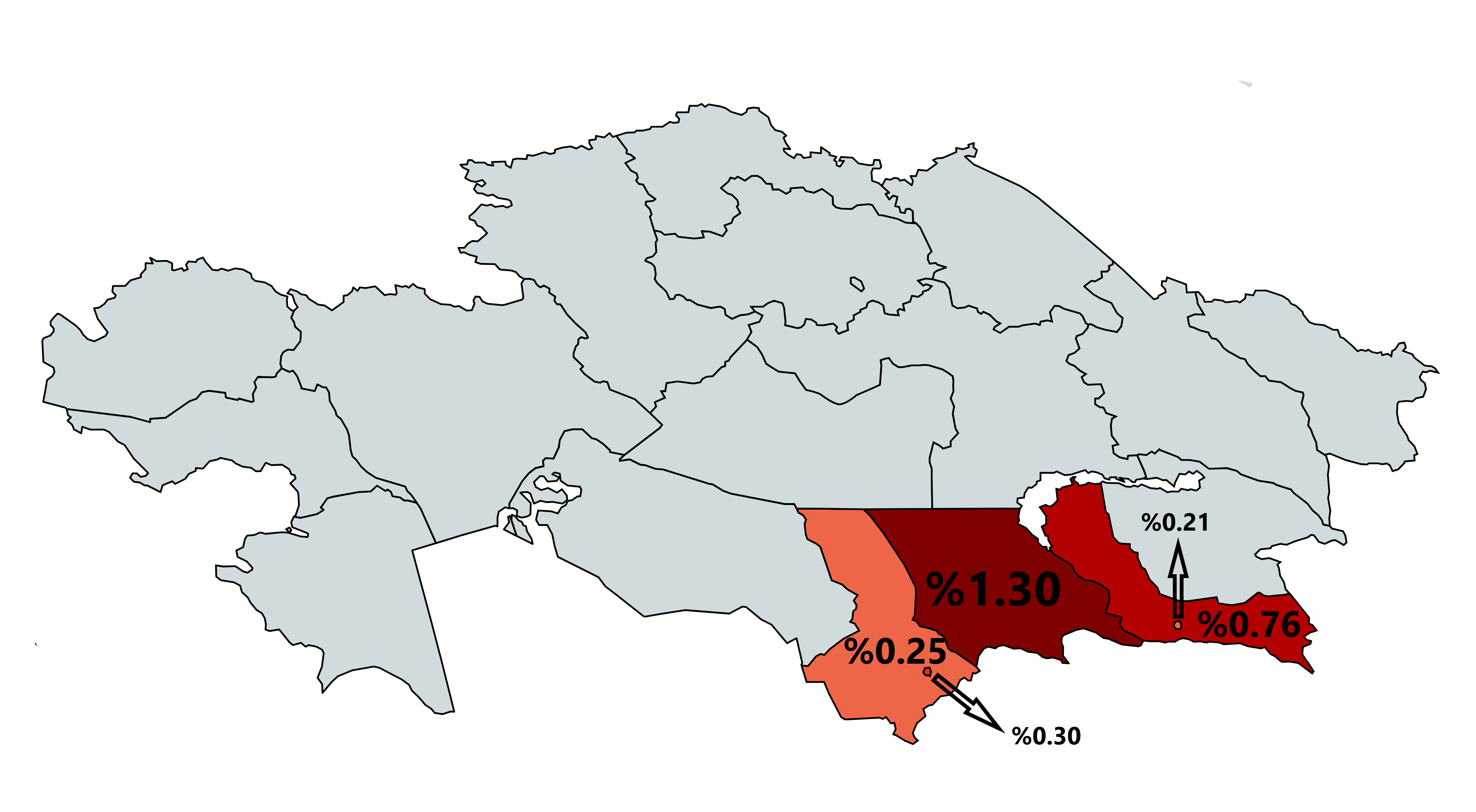
کردهای قزاقستان

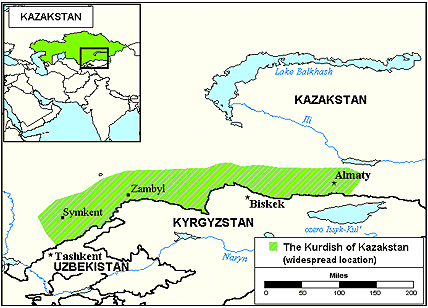
کردهای قزاقستان

کردهای قزاقستان (کردی: Kurdên Qezaxistanê) به مردمان کرد مهاجرت کرده یا متولد شده در قزاقستان اشاره می‌کند. بر اساس سرشماری اخیر در سال ۲۰۱۱ میلادی،۳۸٬۳۲۵ نفر یا ۰٬۲٪ جمعیت قزاقستان را کردها تشکیل می‌دهند اما رئیس انجمن کردهای قزاقستان جمعیت کردها را در این کشور تا ۴۶٬۰۰۰ نفر اعلام کرده است. زیرا بسیاری از کردها در این آمار به عنوان ترک یا آذری فهرست بندی شده‌اند.
بیشتر کردهای قزاقستان توسط استالین از آذربایجان ، ارمنستان و گرجستان به قزاقستان تبعید شده اند. همچنین عده ای از کردها نیز از کشورهای همسایه یعنی ازبکستان و قرقیزستان به قزاقستان مهاجرت داده شده اند.

## مهاجرت اجباری
کردها دو بار از قفقاز به آسیای مرکزی تبعید شدند. اولین تبعید در سال ۱۹۳۷ رخ داد که در آن شوروی، کردها را از نخجوان تبعید کرد و دومین تبعید در سال ۱۹۴۴ در گرجستان رخ داد. شوروی که از تهاجم ترکیه می ترسید و کردها را غیرقابل اعتماد می دید، حتی با وجود اینکه بسیاری از کردها در ارتش شوروی خدمت می کردند. بسیاری از کردها در جریان تبعید جان باختند.

## وضعیت فعلی
کردها در شهرهای آلماتی ،طراز چیمکند و نورسلطان زندگی میکنند و بیشتر متمایلند که در شهرهای کوهستانی که دارای مراتع و دشت و رودخانه است، زندگی به سر برند. بیشتر آنها مشغول دامپروری و ییلاق و قشلاق هستند و آنهایی که در شهرها زندگی میکنند، رستوران دار و مغازه دار و بازرگان هستند. در شهرهایی با جمعیت اکثریت کرد ، ادبیات و زبان کردی در مدارس ابتدایی و دبیرستان‌ها تدریس می‌شود و کردها از سال ۱۹۹۰ روزنامه کردی به نام کردستان را نیز دارند.